# Harry Potter y la cámara secreta
Harry Potter y la cámara secreta (título original en inglés: Harry Potter and the Chamber of Secrets), es el segundo libro de la serie literaria Harry Potter, escrito por la autora británica J. K. Rowling en 1998.
La trama sigue el segundo año de Harry Potter en el Colegio Hogwarts de Magia y Hechicería, durante el cual una serie de mensajes en las paredes de los pasillos de la escuela advierten que la Cámara de los Secretos ha sido abierta y que el «heredero de Slytherin» matará a todos los alumnos que no provengan de familias con sangre mágica. Dichas amenazas se cumplen con ataques que dejan a los alumnos de la escuela «petrificados». Durante todo el año, Harry y sus amigos Ron Weasley y Hermione Granger investigan sobre los ataques, un hecho similar que había ocurrido años antes, lo cual lleva al protagonista a conocer más la historia de su mayor enemigo, lord Voldemort, quien había asesinado a sus padres cuando era un bebé.
El libro fue publicado en el Reino Unido el 2 de julio de 1998 por la editorial Bloomsbury y en los Estados Unidos el 2 de junio de 1999 por Scholastic Inc. La Editorial Salamandra, quien tiene los derechos de publicación para el idioma castellano, publicó el libro para España y los países de Hispanoamérica en octubre de 1999. A pesar de que Rowling tuvo dificultades para terminar la novela, ésta ganó grandes elogios y varios premios por parte de los críticos, lectores jóvenes y por la industria del libro; sin embargo, algunos críticos opinaron que la historia fue tal vez muy aterradora para los niños pequeños. Algunas autoridades religiosas han criticado mucho el uso de temas relacionados con el esoterismo en la serie literaria, mientras que otros han elogiado el énfasis que la novela hace al autosacrificio y a la manera en que la personalidad de una persona es el resultado de las decisiones de ella.
Varios críticos han notado que la identidad personal es un asunto que se presenta mucho en la novela, y que ésta aborda el tema del racismo a través del tratamiento que se le da a los personajes no mágicos, los no humanos y los no vivientes. Otros comentaristas describieron al diario de Tom Riddle como una advertencia contra la aceptación acrítica de información de fuentes cuyos motivos y fiabilidad no se pueden comprobar. La autoridad institucional es retratada como egoísta e incompetente.
El largometraje basado en el libro, estrenado en 2002 y dirigido por Chris Columbus, se convirtió en la tercera película en superar los 600 millones de dólares en ventas de taquilla internacional y recibió comentarios favorables en general y una nominación al Premio Saturn en la categoría de «mejor película fantástica». Los videojuegos, libremente basados en la novela homónima, fueron lanzados para diferentes consolas, además de que obtuvieron críticas favorables.

## Argumento
Tras el primer curso de Harry en Hogwarts, este regresa al hogar de sus tíos Vernon y Petunia Dursley para pasar el verano allí. Un día, en la habitación de Harry aparece un ser conocido como «elfo doméstico» llamado Dobby, quien le advierte que no debe asistir a su segundo curso del colegio puesto que «estará en peligro mortal»; sin embargo, Harry hace caso omiso a las palabras del elfo. Después de esto, Ron Weasley, y sus hermanos Fred y George llegan a su casa en un coche volador, escapando con Harry.
Poco después del comienzo en su segundo año en Hogwarts, Harry empieza a escuchar unas voces en las paredes del castillo que solo él es capaz de oír y aparecen mensajes en las paredes de los pasillos que revelan que la mítica Cámara de los secretos se ha abierto de nuevo y que el «heredero de Slytherin» matará a todos los alumnos cuyos padres no tengan sangre mágica —entre ellos, Hermione—. Después de esto, varios habitantes de la escuela son encontrados petrificados en los pasillos. Mientras tanto, Harry, Ron, y Hermione descubren a Myrtle la llorona, el fantasma de una chica que fue asesinada la última ocasión en que la Cámara se abrió, y cuya guarida es el inodoro del baño de mujeres donde ella murió. Myrtle le muestra a Harry un diario que lleva el nombre de «Tom Marvolo Riddle». A pesar de que sus páginas estaban en blanco, responde cuando Harry escribe en él. Finalmente el libro le muestra los hechos sucedidos en Hogwarts cincuenta años antes, cuando la Cámara de los Secretos se abrió; ahí observa a Tom Riddle, un alumno en aquel momento, culpando por abrir la Cámara a Rubeus Hagrid, quien entonces tenía trece años de edad y ya se había dedicado a cuidar peligrosas criaturas mágicas como mascotas.
Cuatro meses después, el diario es misteriosamente robado y, poco después, Hermione sufre la petrificación. No obstante, Harry y Ron descubren en su mano una nota con información sobre el basilisco, un monstruo en forma de serpiente cuya mirada mata a quienes lo miran directamente a los ojos, pero solo petrifica a quienes lo miran por medio de una superficie reflectante, como el agua o un espejo. Analizando los hechos y la información registrada, todo encaja. La razón por la que Harry era el único que podía escuchar las voces previas a los ataques es que él es capaz de hablar pársel, la lengua de las serpientes. Además, la serpiente es el emblema de Slytherin. En la nota, Hermione concluye que dicho monstruo viaja a través de las tuberías de la escuela. Mientras los ataques continúan, Cornelius Fudge, el Ministro de Magia, retiene a Hagrid y lo envía a la prisión de los magos como precaución. Lucius Malfoy, un antiguo partidario de Voldemort que afirma haberse reformado, anuncia que el consejo escolar ha suspendido a Dumbledore de su cargo de director.

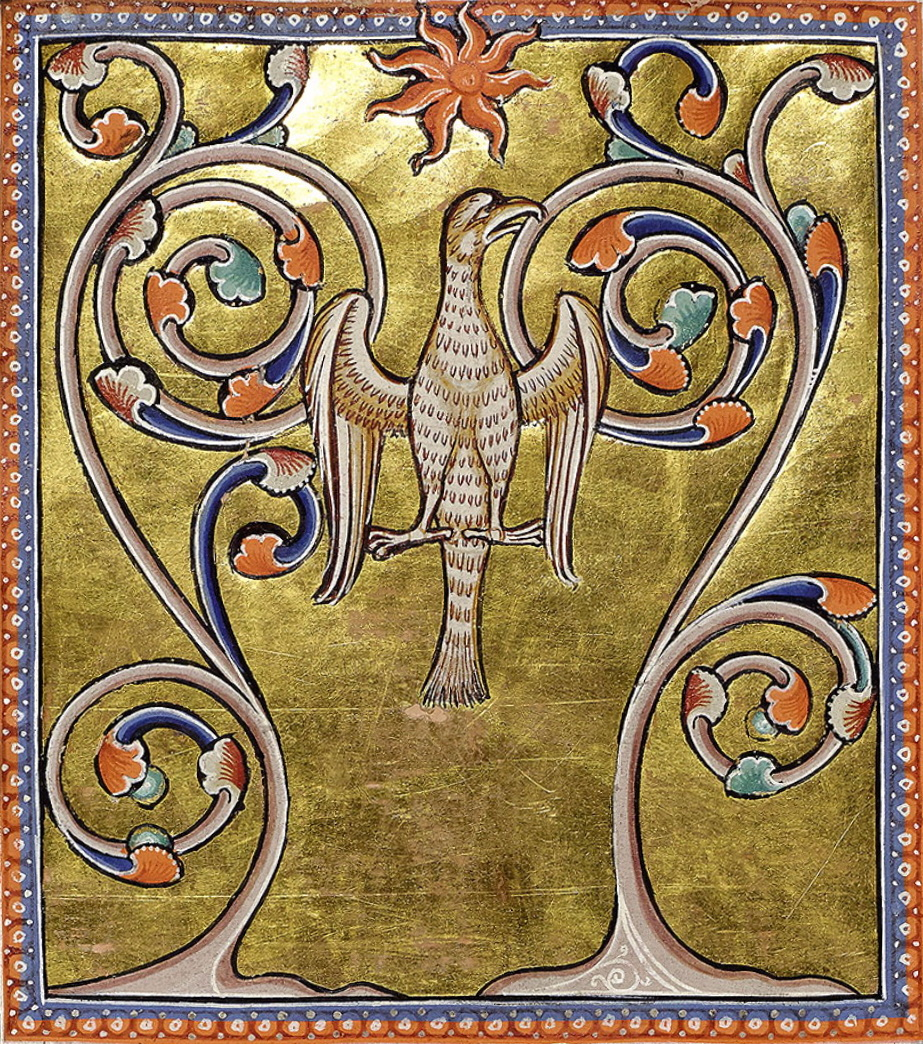
En la novela, las lágrimas de un fénix contienen propiedades curativas.

Después de que la hermana menor de Ron, Ginny, sea llevada a la Cámara, el personal de la escuela insiste en que el profesor de Defensa contra las Artes Oscuras, Gilderoy Lockhart, debe controlar la situación; sin embargo, cuando Harry y Ron entran a su oficina con el fin de decirle que han descubierto algo acerca del basilisco, Lockhart revela que es un fraude y que toma crédito por los triunfos de otros y amenaza con borrar la memoria de los chicos. Desarmando a Lockhart, lo dirigen hacia el baño de Myrtle la llorona, donde Harry descubre una entrada que se dirige a la Cámara secreta. En las alcantarillas de la escuela, Lockhart coge la varita mágica de Ron e intenta de nuevo borrar la memoria de los chicos, pero la varita de Ron había sido dañada en un accidente al comienzo del año escolar, por lo que el hechizo falla. Como resultado, Lockhart sufre una amnesia total, una parte del túnel es destruida y Harry queda separado de Ron y Lockhart.
Mientras Ron trata de hacer un túnel a través de los escombros, Harry entra a la Cámara secreta, donde Ginny se encuentra desmayada al lado del diario. Mientras Harry la examina, Tom Riddle aparece, con el mismo rostro y cuerpo que Harry había visto en el diario, y explica que es una memoria almacenada en el diario. Ginny escribió en él explicando sus esperanzas y miedos de adolescencia, y Riddle se ganó su confianza por aparentar ser simpático, poseyéndola y usándola para poder abrir la Cámara. Riddle revela también que es Voldemort de adolescente. Revela después que cuando Ginny descubrió que era la responsable de los ataques sucedidos en el colegio, trató de lanzar el diario en el baño, lo cual explica la manera en que entró en posesión de Harry. Riddle libera al basilisco para matar a Harry. La mascota de Dumbledore, el fénix Fawkes, lleva a Harry el Sombrero Seleccionador del que aparece una magnífica espada, perteneciente al fundador de la casa Gryffindor. Harry usa la espada para aniquilar a la criatura, poco después de haber sido mordido por los colmillos venenosos de la criatura, de los cuales uno se rompe; por ello, Fawkes cura al chico con sus lágrimas. Harry apuñala el diario con el colmillo roto y Riddle grita y desaparece. Después de que Ginny despierta, Fawkes lleva a los cuatro fuera del túnel.
Harry cuenta la historia completa a Dumbledore, quien ha vuelto a ocupar el cargo de director. Este revoca la amenaza de expulsar a los alumnos si no respetan las normas y les entrega premios especiales por sus servicios a la escuela. Cuando Harry menciona sus miedos, semejantes a los de Tom Riddle, Dumbledore le responde que Harry escogió la casa de Gryffindor y que solo un verdadero miembro de dicha casa pudo haber utilizado la espada de Godric Gryffindor para matar al basilisco. Lucius Malfoy se pone furioso y Harry le acusa de haber colocado el diario en uno de los libros de Ginny mientras todos los alumnos compraban sus libros escolares en el Callejón Diagon antes de comenzar el curso; Malfoy responde «Pruébalo». Finalmente, todas las víctimas de petrificación causada por el basilisco son revividas por una poción de mandrágora, cuya preparación tomó varios meses.

## Personajes principales
- Harry Potter es el protagonista de la novela, que se hizo famoso en el primer libro por haber sobrevivido a un ataque causado por lord Voldemort cuando era bebé. En La cámara secreta se revela que Harry es capaz de hablar el idioma pársel, una lengua que sirve para comunicarse con las serpientes, siendo una de las muy pocas personas que pueden hablarla, tales como Salazar Slytherin. Dado que muchas personas comienzan a conocer esta capacidad de Harry, empiezan a sospechar que él podría ser el heredero de Slytherin y el culpable de la petrificación. Harry es quien mata al basilisco de la cámara secreta y salva a Ginny Weasley, que se encontraba en la cámara.

- Ron Weasley es el mejor amigo de Harry y Hermione. Después de llevar todo el verano sin tener noticias de Harry y escuchar que Harry se encuentra castigado por un problema mágico en su hogar (causado en realidad por Dobby), lo rescata con sus hermanos llegando en un Ford Anglia volador. Ya que ni él ni Harry misteriosamente pueden cruzar el andén 9¾ para coger el tren y asistir al primer día de su curso escolar, viajan en el automóvil hacia la escuela, cayendo en el sauce boxeador y con esto ocasionan el quebramiento de su varita mágica, lo cual le provoca problemas durante todo el año.

- Hermione Granger es una de las tres protagonistas y la mejor amiga de Harry. Es una niña inteligente que posee abundantes conocimientos sobre la magia y que impide que sus amigos Ron y Harry se metan en conflictos. Descubre quién es el verdadero heredero de Slytherin y cómo se han petrificado algunos alumnos de la escuela; no obstante, cuando desea mostrarle dicha información a sus amigos, queda petrificada. Cuando Harry y Ron la visitan en la enfermería, descubren que sostiene en su mano la información que mostraba la realidad del heredero y de la petrificación.

- Lord Voldemort, cuyo nombre real, que se descubre en el libro, es Tom Riddle, el mayor enemigo de Harry. Su diario es encontrado por Harry, quien descubre que Voldemort es el verdadero descendiente de Salazar Slytherin y fue quien abrió la Cámara de los secretos cincuenta años atrás. En el clímax de la historia, se enfrenta con Harry en la cámara. Con el veneno del colmillo del basilisco, Harry clava el diente en el diario de Voldemort y lo destruye.

- Rubeus Hagrid es un semigigante, guardián de las llaves y terrenos de Hogwarts. Al principio, Harry deduce que él fue quien abrió por primera vez la Cámara de los Secretos, dado que fue expulsado de Hogwarts durante ese año y tras la visión que le muestra Tom Riddle a través de su diario. No obstante, más adelante, se descubre que fue el propio Tom Riddle en realidad, pero este último culpó a Hagrid de ello, por poseer a la criatura Aragog dentro del colegio. Cuando se abre nuevamente la cámara, Hagrid es nuevamente culpado y enviado a la prisión de Azkaban, aunque después es reconocido como inocente.

- Albus Dumbledore es el director del colegio, cuyo fénix Fawkes salva a Harry de la muerte con sus lágrimas. Asimismo, Dumbledore le manda a Harry el Sombrero Seleccionador, del que saldrá la espada de Gryffindor para que luche con el basilisco. Lucius Malfoy provoca que Dumbledore vaya a Azkaban por, según él, no cuidar la escuela. Después vuelve a su cargo como director para tener una larga plática con Harry.

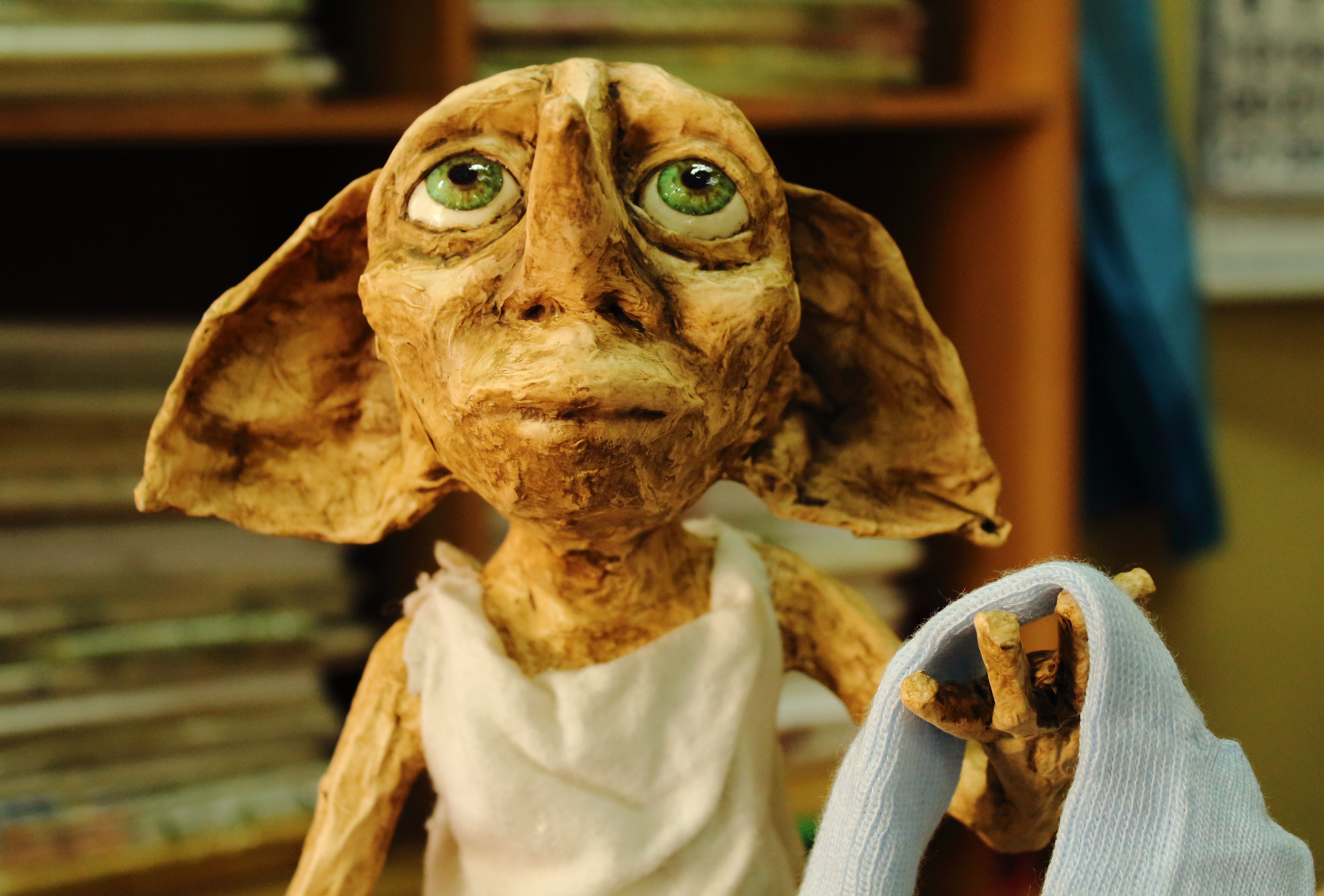
El personaje de Dobby

- Dobby es un elfo doméstico que le advierte a Harry al comienzo de la novela que no debe regresar a Hogwarts. Como Harry se niega, Dobby sella la plataforma 9¾ para que no pueda subir al tren que lo lleva al colegio. Sirve para la familia Malfoy, y no es sino hasta el final de la novela que se descubre esto. Dobby tiene una mente muy diferente a la de los otros elfos: quiere ser libre y la única manera de liberar a un elfo doméstico es regalándole ropa. Hacia el final, Harry le entrega un calcetín que coloca en el diario que Lucius Malfoy le encarga a Dobby a sostener, causando la liberación del elfo.

- Gilderoy Lockhart es un apuesto profesor que imparte la materia Defensa contra las Artes Oscuras, la cual enseñaba Quirrel un año antes. Presumido y orgulloso, por mucho tiempo, se hizo el famoso robándose los triunfos de otros magos importantes. Harry y Ron le obligan a que los acompañe a la cámara, ya que Lockhart mintió que había encontrado la entrada que dirigía a dicha habitación. Trata de borrar la memoria de los chicos con la varita de Ron para salvar a Ginny él solo, pero ya que la varita se encontraba defectuosa el hechizo se vuelve a sí mismo.

- Myrtle la llorona es una fantasma que vive en un inodoro del sanitario de las chicas; ella es la razón por la que muchas chicas no entran al baño, ya que tiene un carácter extraño. Su historia está muy relacionada con la cámara porque fue quien falleció en el baño de las chicas al haber visto el basilisco la primera ocasión que la cámara se abrió. Es con esta información con la que los protagonistas descubren el por qué de la petrificación.

## Historia del libro

### Desarrollo

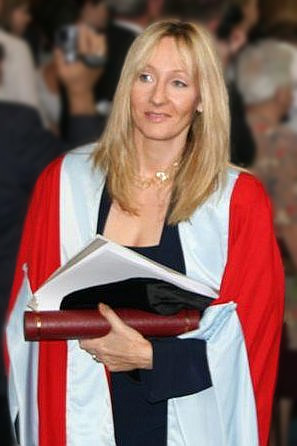
J. K. Rowling es la autora de la serie literaria.

Rowling encontró difícil finalizar Harry Potter y la cámara secreta, puesto que temió que el libro no alcanzara las expectativas despertadas por Harry Potter y la piedra filosofal. Después de haber entregado el manuscrito a Bloomsbury en la fecha prevista, lo tomó de nuevo para revisarlo un poco más, lo cual demoró alrededor de seis semanas.
En los primeros borradores del libro, el fantasma Nick Casi Decapitado cantaba una canción compuesta por sí mismo que explicaba la condición en que se encontraba y las circunstancias de su muerte. Esta sección fue eliminada de la novela debido a que al editor del libro no le importó el poema, el cual fue posteriormente publicado como un extra en el sitio web oficial de J. K. Rowling. La parte de los antecedentes familiares de Dean Thomas fue eliminada porque Rowling y sus editores la consideraron una «interrupción innecesaria», y consideró que el viaje de descubrimiento de Neville Longbottom era «más importante para el argumento central».

### Publicación
Harry Potter y la cámara secreta fue publicado en el Reino Unido el 2 de julio de 1998 y en Estados Unidos el 2 de junio de 1999. Inmediatamente, ocupó el primer puesto en la lista de bestsellers del Reino Unido, desplazando a obras de otros autores populares, tales como John Grisham, Tom Clancy y Terry Pratchett, y convirtiendo a Rowling en la primera escritora en ganar el British Book Awards Children's Book por dos años consecutivos. En junio de 1999, fue directamente a encabezar tres listas de bestseller en Estados Unidos, incluyendo la publicada por el periódico The New York Times.
Las primeras impresiones de la edición tuvieron varios errores, los cuales fueron arreglados en reimpresiones posteriores. Inicialmente, Dumbledore decía que Voldemort era el antepasado restante de Salazar Slytherin, en lugar de su descendiente. El libro de Gilderoy Lockhart sobre hombres-lobos es titulado Weekends with Werewolves (Fin de semana con Lobos) primeramente y Wanderings with Werewolves (Andanzas con lobos) en las siguientes ediciones.

## Recepción

### Respuesta de la crítica
En el periódico The Times, Deborah Loudon describió La cámara secreta como un libro para niños que podría «re-leerse en la adultez» y destacó su «fuerte trama, personajes maravillosos, chistes excelentes y un mensaje moral que fluye naturalmente a partir del argumento». El escritor Charles de Lint concordó y consideró que el segundo libro de Harry Potter fue tan bueno como Harry Potter y la piedra filosofal, según él, un logro extraño para las series literarias. Thomas Wagner consideró la trama muy similar a la del primer libro, la cual se basa en la búsqueda de un secreto oculto en la escuela. No obstante, disfrutó la parodia de las celebridades y fanáticos que rodeaban a Gilderoy Lockhart y aprobó el manejo del tema del racismo del libro. Tammy Nezol notó que el libro fue más inquietante que su predecesor, en particular con la gran sorpresa de Harry y sus amigos después de que Dumbledore le da información a Harry, y en el comportamiento humano en utilizar la mandrágora para producir una poción que cura la petrificación. Además consideró la historia del segundo libro más agradable que la del primero.

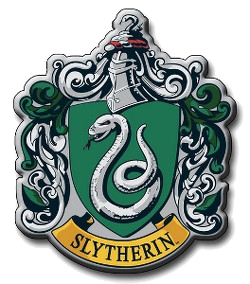
Escudo de armas de la casa Slytherin, la cual debe su nombre a Salazar Slytherin, quien en la novela toma mayor importancia al tener este relación con la Cámara de los Secretos.

Mary Stuart opinó que el conflicto final con Tom Riddle en la cámara fue casi tan aterrador como alguna obra de Stephen King y, probablemente, muy fuerte para niños pequeños o tímidos. Comentó que «hay suficientes sorpresas y detalles imaginativos que normalmente llenarían un poco menos de cinco libros». Al igual que otros críticos, opinó que el libro podría dar placer tanto a lectores niños como a lectores adultos. De acuerdo con Philip Nel, las primeras críticas dieron completos elogios, mientras que las siguientes incluyeron varios cuestionamientos, aunque siguen concordando en que el libro fue sorprendente.
Después de que los siete libros de la serie fuesen publicados, Graeme Davis dijo que Harry Potter y la cámara secreta fue la novela más débil de la serie y concordó en que la estructura del argumento es casi la misma que la de La piedra filosofal. Describió la aparición de Fawkes para armar a Harry y después para curarlo como un deus ex machina: el libro no explica cómo Fawkes supo dónde se encontraba Harry; la medida de tiempo de Fawkes tuvo que haber sido muy precisa, ya que si hubiese llegado antes, probablemente hubiera impedido la batalla con el basilisco, mientras que si hubiera llegado después hubiera sido fatal para Harry y Ginny.
Dave Kopel describió al clímax de la novela en donde Harry salva a Ginny del diario de Riddle y del basilisco como un progreso del peregrino para una nueva audiencia: «Harry desciende a un profundo submundo, se enfrenta a dos esbirros satánicos (Voldemort y una serpiente gigante), se salva de la muerte por su fe en Dumbledore (el Dios con barba, el Padre/Anciano de los días), rescata a la virgen (Ginerva [sic] Weasley), y consigue el triunfo».

### Premios y galardones
El segundo libro de Rowling obtuvo como resultado varios premios. La novela figuró en la lista de la Asociación Estadounidense de Libros de «2.000 libros sobresalientes para niños»,
así como en su lista de «Mejores libros para jóvenes adultos». En 1999, Booklist nombró a Harry Potter y la cámara secreta como una de sus «Opciones de los editores», y, asimismo, la colocó entre su lista de las diez primeras «novelas fantásticas para menores». El centro cooperativo para libros infantiles hizo de la novela una elección de CCBC de 2000 en la categoría de «Ficción para niños». También, la novela ganó el Children's Book of the Year British Book Award, y fue preseleccionada para el premio de 1998 Guardian Children's Award y para el Carnegie Award.
Harry Potter y la cámara secreta ganó la medalla de oro del premio Nestlé Smarties Book Prize de 1998 como la mejor novela para niños de la categoría de nueve a once años de edad. Rowling ganó también otros dos premios Nestlé Smarties Book Prizes por Harry Potter y la piedra filosofal y Harry Potter y el prisionero de Azkaban. El Consejo escocés de artes otorgó su primer Children's Book Award a la novela en 1999, y también recibió el premio Whitaker's Platinum Book Award en 2001.

## Temas
Harry Potter y la cámara secreta continúa el análisis de la personalidad de un personaje que empezó en el primer libro. Además de mantener a la identidad de Harry determinada por sus decisiones, más que cualquier aspecto de su nacimiento, Harry Potter y la cámara secreta muestra personajes desiguales que tratan de ocultar sus verdaderas personalidades: como Tammy Nezol dice, Gilderoy Lockhart «carece de toda identidad» porque no es más que un mentiroso apuesto. Riddle también complica el esfuerzo de Harry en entenderse a sí mismo señalando las similitudes entre los dos: «ambos sangre mestiza, huérfanos criados por muggles, probablemente las únicas personas en hablar pársel en estar en Hogwarts desde el supremo Slytherin».
La oposición a la clase, el prejuicio y el racismo son temas constantes de la serie. En Harry Potter y la cámara secreta el respeto y consideración de Harry hacia los demás se extiende hacia el humilde y no humano Dobby y el fantasma Nick Casi Decapitado. De acuerdo con Marguerite Krause, en la novela, los logros dependen más del ingenio y del trabajo duro que de los talentos naturales.
Edward Duffy, un profesor asociado a la Universidad Marquette, dice que uno de los personajes principales de La cámara secreta es un libro: el diario encantado de Riddle, el cual se apodera de Ginny Weasley —como Riddle planeó—. Duffy indica que Rowling intentó que fuese una advertencia contra el consumo pasivo de información de fuentes que tienen sus propias agendas. Aunque Bronwyn Williams y Amy Zenger remarcaron que el diario era más bien como mensajería instantánea o un sistema de una sala de chat, están de acuerdo con los peligros de confiar demasiado en la palabra escrita, lo cual esconde al autor, y resaltaron un cómico ejemplo, la autopromoción de libros de Lockhart.
La inmoralidad y la interpretación de la autoridad como negativa son temas significativos en la novela. Marguerite Krause expone que hay pocas reglas morales absolutas en el mundo de Harry Potter; por ejemplo, Harry prefiere decir la verdad, pero miente cuando lo considera necesario — como lo hace su enemigo Draco Malfoy—. En el final de Harry Potter y la cámara secreta, Dumbledore promete castigar a Harry, Ron, y Hermione si vuelven a romper más normas de la escuela —aun cuando la Profesora McGonagall estima que ellos han roto un poco más de 100— pero después, muy noblemente les recompensa por haber puesto fin a la amenaza de la Cámara de los Secretos. Krause después señala que las figuras autoritarias y las instituciones políticas reciben muy poco respeto de parte de Rowling. William MacNeil de la Universidad Griffith de Queensland (Australia) dice que el Ministro de Magia es presentado como mediocre. En su artículo de «Harry Potter and the Secular City» («Harry Potter y la ciudad secular»), Ken Jacobson indica que el Ministro en su conjunto es interpretado como un enredo de imperios burocráticos, diciendo que «Los funcionarios del Ministro se ocupan de insignificancias (por ejemplo, la densidad de calderos y monedas), eufemismos políticamente correctos como 'comunidad no mágica' (para los muggles) y 'modificación de memoria' (para el lavado de cerebro mágico)».
Esta novela parece comenzar en el año 1992 puesto que el pastel de la fiesta de cumpleaños de muerte número 500 de Nick Casi Decapitado lleva grabadas las letras «Sir Nicholas De Mimsy Porpington fallecido el 31 de octubre de 1492».

### Conexión conHarry Potter y el misterio del príncipe
La cámara secreta tiene relación con el sexto libro de la serie, Harry Potter y el misterio del príncipe, conocido en inglés como el príncipe mestizo. De hecho, el príncipe mestizo fue el título de trabajo de La cámara secreta y Rowling dice que originalmente intentó presentar algunas «piezas cruciales de información» en el segundo libro, pero finalmente decidió que «el hogar adecuado para esta información era el libro número seis». Algunos objetos que juegan un importante papel en El misterio del príncipe aparecieron por primera vez en La cámara secreta: la mano de gloria y el collar de ópalos que están en venta en Borgin y Burkes; el armario desvanecedor de Hogwarts que es dañado por Peeves; y el diario de Tom Riddle, que después es mostrado como un Horrocrux.

## Adaptaciones

### Película

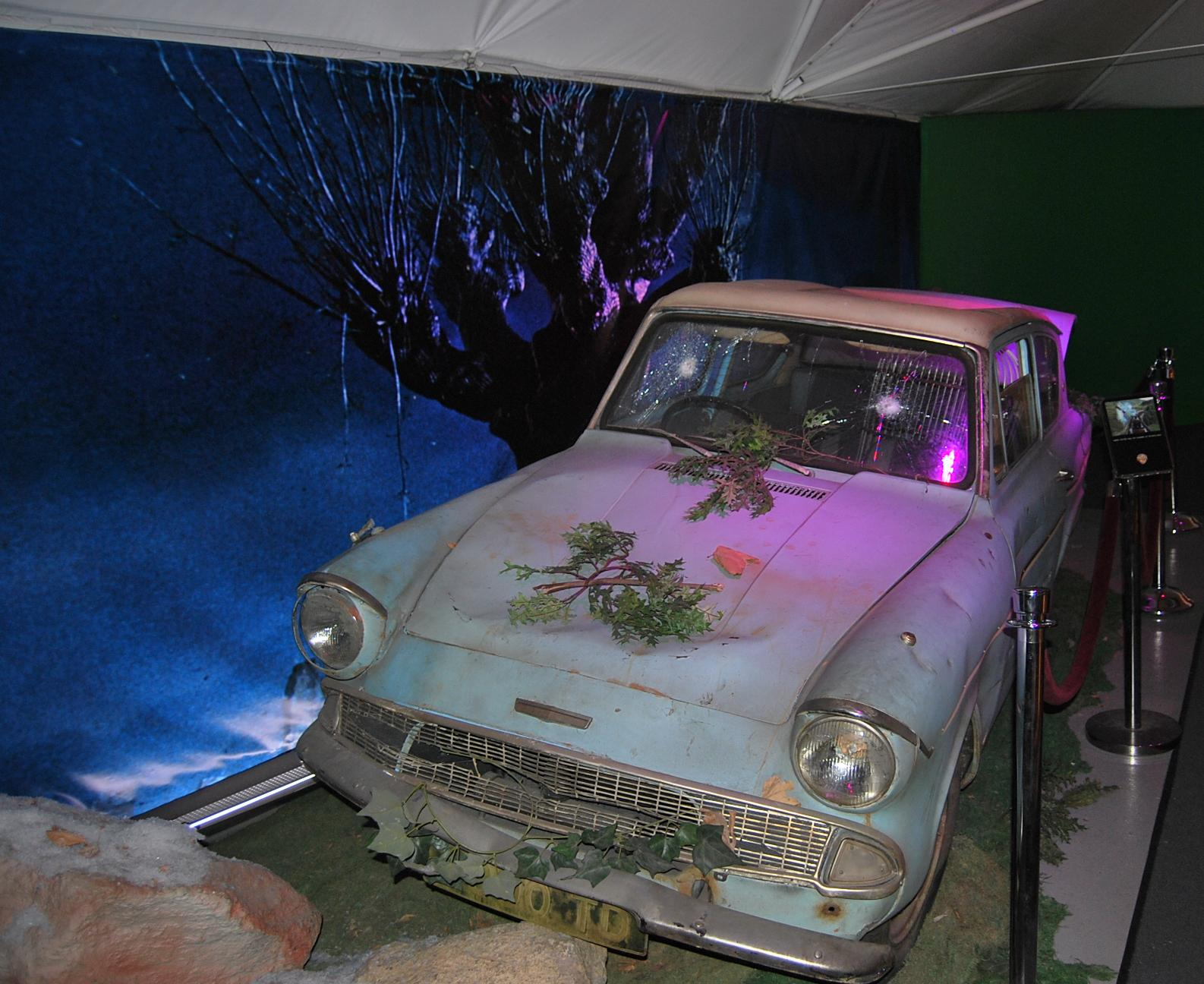
Automóvil Ford Anglia que se utilizó en la película para interpretar al carro encantado.

La versión cinematográfica de La cámara secreta se estrenó el 15 de noviembre de 2002. La dirección de la película estuvo a cargo de Chris Columbus, la producción la realizó David Heyman y el guion fue escrito por Steve Kloves; todos ellos trabajaron para la primera película de la serie desempeñando el mismo papel. La etapa de producción comenzó el 19 de noviembre de 2001, tan solo tres días después de que se estrenase la película Harry Potter y la piedra filosofal, y culminó en verano de 2002. Los actores que habían interpretado los papeles principales en la primera película nuevamente lo hicieron en la segunda; además, Kenneth Branagh, Christian Coulson, Mark Williams y Toby Jones se integraron al reparto para interpretar a los nuevos personajes que exigía el guion de la cinta. En total, el filme recaudó $878.6 millones, por lo que se convirtió en la tercera película en superar los 600 millones de dólares en ingresos de taquilla internacional, precedida por Titanic, estrenada en 1997, y por Harry Potter y la piedra filosofal, estrenada en 2001. La película fue nominada al premio Saturn en la categoría de «Mejor película fantástica»; no obstante, El Señor de los Anillos: las dos torres fue ganadora del premio. Según Metacritic, la versión cinematográfica recibió «críticas generalmente favorables» con una puntuación promedio de 63%, y otro agregador, es decir, Rotten Tomatoes, le dio una puntuación de 82%.

### Videojuego
Los videojuegos, basados libremente en la novela homónima, fueron lanzados en 2002. La mayoría de éstos fueron distribuidos por la compañía Electronic Arts, pero fueron producidos por diferentes empresas.
Fue lanzado por Electronic Arts y desarrollado por Eurocom para las consolas PlayStation 2, Xbox, GameCube y Game Boy Advance. Al mismo tiempo, fue desarrollado por Amaze Entertainment para los sistemas PC, Mac y Game Boy Color. La banda sonora del juego, creada por Jeremy Soule, fue premiada con el premio BAFTA en la categoría de «Mejor banda sonora de un videojuego».
A continuación se listan los videojuegos con su respectiva consola y puntuación por parte de Metacritic:
| Distribuidor    | Año  | Consola          | Tipo                       | Puntuación de Metacritic |
| --------------- | ---- | ---------------- | -------------------------- | ------------------------ |
| Electronic Arts | 2002 | MS Windows       | Juego de rol               | 77%                      |
| Aspyr           | 2002 | Mac              | Juego de rol               | (no disponible)          |
| Electronic Arts | 2002 | Game Boy Color   | Juego de rol               | (no disponible)          |
| Electronic Arts | 2002 | Game Boy Advance | Juego de aventura-acertijo | 76%                      |
| Electronic Arts | 2002 | GameCube         | Acción-aventura            | 77%                      |
| Electronic Arts | 2002 | PlayStation      | Juego de rol               | (no disponible)          |
| Electronic Arts | 2002 | PlayStation 2    | Acción-aventura            | 71%                      |
| Electronic Arts | 2002 | Xbox             | Acción-aventura            | 77%                      |